# Nyctalus noctula
El nóctulo común o mediano (Nyctalus noctula) es una especie de quiróptero de la familia Vespertilionidae ampliamente distribuido por Asia, Europa y parte de África.

## Descripción
Es un murciélago de tamaño grande, con orejas grandes, redondeadas con el trago arriñonado. Tiene el hocico corto y ancho y las alas largas y estrechas insertándose en los tobillos. El pelaje es pardo dorado, con las alas, orejas y hocico de color castaño oscuro.
Mide entre 48 y 58 milímetros con un peso entre los 18 y 40 gramos, su fórmula dentaria es {\displaystyle {\frac {2.1.2.3}{3.1.2.3}}} . 
Emite dos tipos de ultrasonidos: unos empiezan en 45 kHz y finalizan a 25 khz; y otros, de mayor duración, de 25 kHz a 19 kHz. Además, emite sonidos muy variables, de carácter social, en vuelo o desde refugio, que pueden ser percibidos por el oído humano a más de 50 metros.

## Distribución
Ocupa una amplia superficie de Eurasia, desde el norte de África, la península ibérica, Irlanda y el sur de Escandinavia, hasta China, Formosa y Vietnam.
Contrariamente a lo que indica su nombre común en castellano, esta especie es muy rara en la península ibérica, habiéndose citado en unos pocos lugares, principalmente de la mitad septentrional.

## Hábitat
Es un murciélago forestal, que acostumbra a refugiarse en huecos de árboles, aunque es posible hallarlo en cajas refugio o en grietas de muros, edificios y puentes, siempre cerca de cursos de agua. Los únicos refugios conocidos en España se sitúan en parques. Esta especie ha sido estudiada en Navarra, de donde provienen la mayoría de los datos actuales. Se ha comprobado que un grupo de machos se asienta en esta región de forma sedentaria, mientras que las hembras no llegan hasta pasada la época de cría. A final de agosto y en septiembre llegan numerosas hembras migradoras, que probablemente proceden del centro y norte de Europa. En otoño se forman los harenes y se producen los apareamientos. Se sabe que también pasan el invierno en la Península, migrando en otoño, hacia latitudes mayores.[cita requerida]
Aunque en una ocasión se pudo identificar una pequeña agrupación reproductora, por los datos registrados hasta la ahora, esta especie no se reproduce normalmente en la península ibérica.[cita requerida]

## Amenazas
La pérdida de refugios por la corta de árboles y en menor medida, el relleno de fisuras parece ser la mayor amenaza para esta especie. En España, la grafiosis de los olmos supuso la tala de muchos árboles viejos, lugares adecuados para buscar refugios.